# Biskop Eysteins jordebok
Biskop Eysteins jordebok eller Den røde bog är en medeltida jordebok från Norge.
Jordeboken är en viktig informationskälla om den norska kyrkans ekonomi och ägor från slutet av 1300-talet och början av 1400-talet. Arbetet med boken lär ha påbörjats omkring 1390 och den är skriven av eller för biskop Eystein Aslakson i Oslo. Idag förvaras boken i Riksarkivet i Oslo.